# Andreiașu de Jos, Vrancea
Andreiașu de Jos este satul de reședință al comunei cu același nume din județul Vrancea, Muntenia, România.

## Geografie
Se află în partea centrală a județului, în Depresiunea Andreiașu, pe Milcov.

## Demografie
La recensământul din 2002 avea o populație de 658 locuitori.

## Obiective turistice
În apropierea localității (spre vest) se află rezervația naturală „Focul Viu” (400 m2), reprezentată de emanații de gaze naturale care se aprind spontan și ard singure.